# Улица Улофа Пальме
У́лица У́лофа Па́льме — улица, расположенная в Западном административном округе города Москвы на территории района Раменки.

## История
Улица получила своё название 25 июня 1987 года в память об Улофе Пальме (1927—1986), шведском политическом деятеле; на этой улице находится посольство Швеции.

## Расположение
Улица Улофа Пальме, являясь продолжением Университетского проспекта, проходит от Мосфильмовской улицы на северо-запад, пересекает улицу Довженко, поворачивает на северо-восток и проходит параллельно ей. По данным Яндекс.Карт не поворачивает, а продолжается далее к Старорублёвскому мосту. Правильно, после поворота на северо-восток - улица Довженко. Нумерация домов начинается от Мосфильмовской улицы.

## Примечательные здания и сооружения
По нечётной стороне:
- д. 1 — «Депутатский дом», построенный по заказу Управления делами Президента РФ, предназначенный для проживания депутатского корпуса Государственной думы и Совета Федерации РФ[источник не указан 1521 день].

По чётной стороне:
- д. 4 — посольство ОАЭ
- д. 6 — посольство Анголы

## Транспорт

### Автобус
- 67: улица Довженко — Б.Юшуньская улица
- 91к: улица Довженко — Киевский вокзал

### Метро
- Станция метро «Минская» Солнцевской линии — северо-западнее улицы, на пересечении Минской улицы и проспекта Генерала Дорохова

### Железнодорожный транспорт
- Платформа «Минская» Киевского направления МЖД — северо-западнее улицы, на пересечении Минской улицы и проспекта Генерала Дорохова